# Wilbert Harrison
Wilbert Harrison fue un cantante estadounidense.
Nació en Charlotte (Carolina del Norte) el 5 de enero de 1929
y falleció en Spencer (Carolina del Norte) el 26 de octubre de 1994.
En 1959 Harrison estuvo en el puesto n.º 1 de la lista Billboard con la canción Kansas City (de rhythm and blues, que había escrito en 1951 y fue una de las primeras obras compuestas a dúo por Jerry Leiber y Mike Stoller.
Harrison grabó esta canción "Kansas City" para el productor de Harlem Bobby Robinson.
Harrison grabó para las discográficas Fire Records y Fury Records que era propiedad de Bobby Robinson en su tienda de discos en Harlem.
Las grabaciones de Harrison son especialmente notables por la presencia del brillante guitarrista Wild Jimmy Spruill, cuyo solo en Kansas City es uno de los más memorables de la historia del rock and roll.
Después de este éxito, Harrison continuó trabajando y grabando discos, pero recién diez años después tuvo otro éxito: Let’s Work Together, que entró en la lista Billboard y fue luego versionada por Canned Heat.
Era un corte remasterizado de su sencillo de 1962 Let’s Stick Together.
Más tarde fue versionado por Bryan Ferry en 1976.
En 1970, Harrison tuvo éxito con la canción My Heart Is Yours.
Trabajó muchos años con una banda conocida como Wilbert Harrison and The Roamers, y también solo.
Harrison falleció en 1994 en un geriátrico de Carolina del Norte a los 65 años de edad.
En 2001, su grabación de Kansas City recibió un premio del Salón de la Fama del Grammy.
Esta canción también recibió el premio «Salón de la Fama de las 500 Canciones que Crearon al Rock and Roll».